# Hrabstwo Houghton
Hrabstwo Houghton (ang. Houghton County) – hrabstwo w stanie Michigan w Stanach Zjednoczonych. Obszar całkowity hrabstwa obejmuje powierzchnię 1 501,55 mil2 (3 889,03 km²). Według danych z 2010 r. hrabstwo miało 36 628 mieszkańców. Hrabstwo powstało 19 marca 1845 roku.

## Sąsiednie hrabstwa
- Hrabstwo Keweenaw (północny wschód)
- Hrabstwo Baraga (wschód)
- Hrabstwo Iron (południe)
- Hrabstwo Ontonagon (zachód)

## Miasta
- Hancock
- Houghton

## Wioski
- Calumet
- Copper City
- Lake Linden
- Laurium
- South Range

## CDP
- Dollar Bay
- Hubbell